# Arborbuena
Arborbuena es una localidad y pedanía española del municipio de Cacabelos, perteneciente a la provincia de León, en la comunidad autónoma de Castilla y León. 

## Geografía
Situada en la comarca de El Bierzo, la localidad se encuentra en la carretera a Villabuena desde Cacabelos.

## Historia
Hacia mediados del siglo XIX, el lugar, ya por entonces perteneciente a Cacabelos, tenía contabilizada una población de 48 habitantes. Aparece descrito en el segundo volumen del Diccionario geográfico-estadístico-histórico de España y sus posesiones de Ultramar de Pascual Madoz con las siguientes palabras:

ARBOR-BUENA: l. en la prov. de Leon (18 leg.), part. jud. de Villafranca del Vierzo (1), dióc. de Astorga (11), aud. terr. y c. g. de Valladolid, ayunt. de Cacabelos: sit. en una llanura junto al r. Cuá: combátenle todos los vientos, y disfruta de clima sano. Tiene igl. parr. dedicada á San Juan y servida por un cura. Confina el térm. por N. con el de Villabuena, por S. con el de Quilós, y por E. y O. con los de Pieros y Cacabelos. El terreno es de buena calidad, y se halla fertilizado en su mayor parte por las aguas del ya citado r. Cuá y por la de algunos manantiales que brotan en diferentes parages. Los caminos son locales y se encuentran en estado regular: prod. trigo, centeno, cebada, castañas, vino y algunas legumbres: pobl. 11 vec.: 48 alm.: contr.: con el ayuntamiento.
(Madoz, 1845, pp. 462-463)

En 2023, la entidad singular de población tenía empadronados dieciséis habitantes y el núcleo de población, también dieciséis.